# チベット系民族
チベット系民族（チベットけいみんぞく）とは、言語学上としてのチベット・ビルマ語派チベット語群(Bodish languages)を用いるモンゴロイド系諸族の総称である。北部は騎馬民族（遊牧民）が多く、南部は農耕民族が多い。
チベット高原を起源とするが、カシミール（ラダック）地方のパキスタン側バルティスターンの住人のように、必ずしも「チベット系民族の一員」としての自意識を持っていない集団を含む場合がある。
チベット系民族の一部のうち、北インドのカシミールやネパール（ネパール人）やミャンマー（ビルマ族）では、古くからコーカソイドに属するインド・アーリア系との混血があり、中央アジアにいたチベット系民族の一部は現地のテュルク系と同化していった（サラール族など）。

吐蕃の4つの有力部族の勢力図

## 各民族
- チベット諸語(Tibetic languages)を用いる民族。

1. チベット民族：中華人民共和国の民族識別工作では「蔵族」、「羌族」、ローバ族、メンパ族などに区分され、少数民族と位置付けられた集団。
  1. メンパ族：チベットのマクマホン・ライン以南やメン地方（中国の西蔵自治区のロカ市（ツォナ・ルンツェ）やニンティ市（メトク・ザユル）の南部、インド最北東部のアルナーチャル・プラデーシュ州などに居住する独特の風習をもった集団。メンバ語（英語版）を話す。

- ブータン人：ドゥクパ人とも呼ばれる。メン地方の一部に成立した王国（現在：国連加盟国のブータン王国）の国民。ゾンカ語を話すガロン（英語版）(Ngalong)など。

1. 東部チベット諸語（英語版）(East Bodish languages)を用いる民族。

## その他
1. ローバ族（チベット自治区に居住）
2. チャン族（四川省に居住） 
プミ族 (雲南省に居住。チャン族系）
3. ネワール族（ネパールの少数民族）
4. タマン族（ネパールの少数民族）
5. シェルパ族（ネパールの少数民族）
6. マガール族（ネパールの少数民族）
7. レプチャ人（旧シッキム王国。インドのシッキム州）
8. ブティヤ人（旧シッキム王国。インドのシッキム州）
9. バルティ人（パキスタンのギルギット・バルティスタン州に居住。コーカソイド系ダルド族（英語版）と混血）

その他にインド北部のレー地方にもチベット系民族が存在する。

## 歴史
殷周時代には羌という民族がいた。『史記索隠』が引く『竹書紀年』によると、羌は殷の奴隷として苦難を強いられたと述べている。帝辛（紂王）の代にかつての臣下だった呂尚が羌出身の姜姓とされ、周の文王・武王父子に仕えて、殷を滅ぼした戦功により、山東にある斉に封じられた。戦国時代後期の紀元前386年に田斉によって滅ぼされた。
また、前5世紀の春秋時代末期に羌の酋長の無弋爰剣が存在した。
三国時代末期～五胡十六国時代に隴西地方から魏によって蜀地方に移住した氐系巴賨族の首長李特が徐々に勢力を得て、成漢（成蜀）を建国して強勢を誇ったが、東晋の安西将軍桓温によって滅ぼされた。
さらに、同じ氐出身の前秦の苻堅が台頭して、これも勢力を誇るも淝水の戦いで東晋に敗れ、配下の鮮卑慕容部の慕容垂が離反する憂き目に遭い、最後は羌の首長姚萇の裏切りで非業の最期を遂げた。苻堅にかわって後秦を築いた姚萇の政権も、417年に東晋の将軍劉裕（劉宋の武帝）によって滅ぼされた。
苻堅の武将であった呂光も氐出身で、甘粛で苻堅の死を聞くと後涼を建国した。403年に後秦の姚興（姚萇の子）によって滅ぼされた。
時代は流れて、7世紀初めにチベット高原にて鮮卑慕容部の吐谷渾の支配から独立した吐蕃が勢力を得て、南方の南詔と対立しつつ唐に臣属した。しかし、安史の乱が起こると、吐蕃は安禄山と組んで、唐に叛いた。以降から吐蕃は唐に対して優位に立った。唐が朱全忠によって滅んで五代十国時代になると、吐蕃は勢力を拡大した。やがて宋（北宋）の時代になると、同じチベット系羌であるタングート（モンゴル化したテュルク系という）と組んで、宋の背後を衝いて侵略を繰り返した。しかし、吐蕃は内乱によって滅んでしまい、王室は四散した。
一方、タングートは唐の時代から存在したが、上記の吐蕃に圧迫されて甘粛・寧夏地方に北進して、西夏を建国した。これも唐に臣属したため、鮮卑風の拓跋姓から李姓を賜った。西夏は吐蕃と異なり、はじめは宋に反抗するも次第に臣属した。同時に契丹の遼、女真の金にも臣属し、勢力を保った。やがて、モンゴル帝国の祖となるチンギス・カンが台頭すると、西夏は金の属国としてチンギス・カンと戦うが、金が援軍を送らなかったために大敗し和睦して、チンギス・カンに臣属した。しかし、後にチンギス・カンに叛いたため、1227年に滅亡した。
17世紀～18世紀にかけてモンゴル系オイラトに属するジュンガルがチベット仏教ゲルク派と密接関係にあるため、明と満洲の清とは敵対関係にあった。しかし、オイラトの首長ガルダンは清の康熙帝の遠征を受け、最後は甥のツェワンラブタン（兄センゲの子）の裏切りで、アルタイ山脈の畔まで逃れて病死した。子のタンチラがその後を継いだ。
以降の辛亥革命による中華民国を経て、現在の中華人民共和国の統治下でチベット自治区を中心とするチベット系民族の歴史の経由に至っており、ダライ・ラマ14世率いる人々が、平和的な独立運動を全世界で訴えている。